# استان چانقری
چانقری (به ترکی استانبولی: Çankırı) نام یکی از استان‌های ترکیه است که مرکز آن شهر چانقری است.
چانقری منطقه‌ای کشاورزی است که گندم، بنشن، ذرت و گوجه فرنگی از رستنی‌های اصلی کشاورزی آن است.
استان چانقری دارای تابستان‌های بسیار گرم و خشک و زمستان‌های بسیار سرد و بارانی و گاه برفی است.

## شهرستان‌ها

محل استان چانقری در نقشه ترکیه.

این استان به ۱۲ شهرستان بخش می‌شود:
- آتکاراجالار (Atkaracalar)
- بایرام‌اورن (Bayramören)
- چانقری (Çankırı)
- چرکش (Çerkeş)
- الدیوان (Eldivan)
- ایلگاز (Ilgaz)
- قزل‌ارماق (Kızılırmak)
- کورگون (Korgun)
- کورشونلو (Kurşunlu)
- اورتا (Orta)
- شابان‌اوزو (Şabanözü)
- یاپراقلی (Yapraklı)